# Capheris kunenensis
Capheris kunenensis är en spindelart som beskrevs av Lawrence 1927. Capheris kunenensis ingår i släktet Capheris och familjen Zodariidae.
Artens utbredningsområde är Namibia. Inga underarter finns listade.